# Reliquie

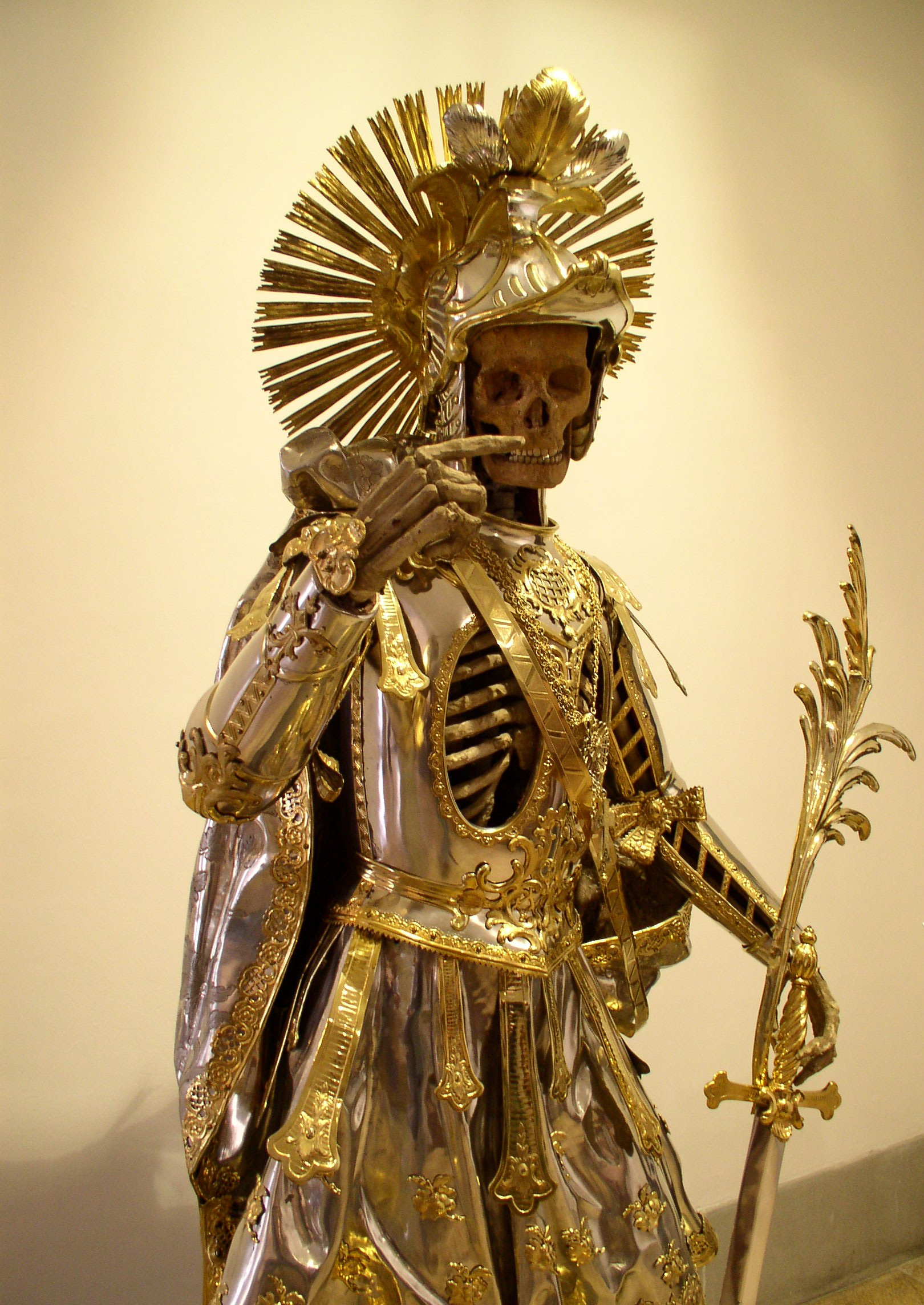
Mit einer Prunkrüstung geschmückte Reliquie des Katakombenheiligen Pankratius im schweizerischen Wil SG

Eine Reliquie (von lateinisch reliquiae, „Zurückgelassenes“, „Überbleibsel“) ist als Gegenstand kultischer religiöser Verehrung ein irdischer Überrest der Körper oder Körperteile von Heiligen oder ein Überbleibsel des jeweiligen persönlichen Besitzes. Sonderformen der Reliquien sind Berührungsreliquien, Gegenstände, mit denen Heilige zu Lebzeiten in Berührung kamen oder gekommen sein sollen, sowie Sekundärreliquien, Gegenstände, die beispielsweise mehrere Tage am Grab eines Heiligen waren und so selbst zu einer Reliquie werden.

## Reliquien im Christentum

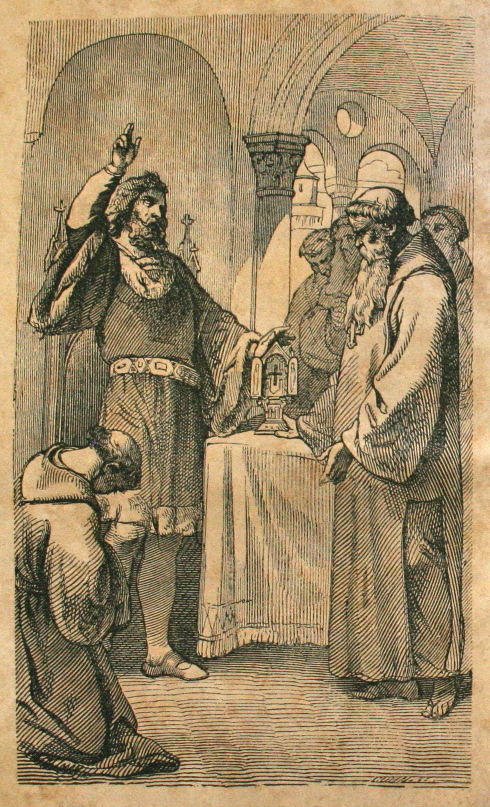
Leopold V. (Österreich) schenkt dem Stift Heiligenkreuz die Kreuzreliquie, die er 1188 in Jerusalem erworben hatte

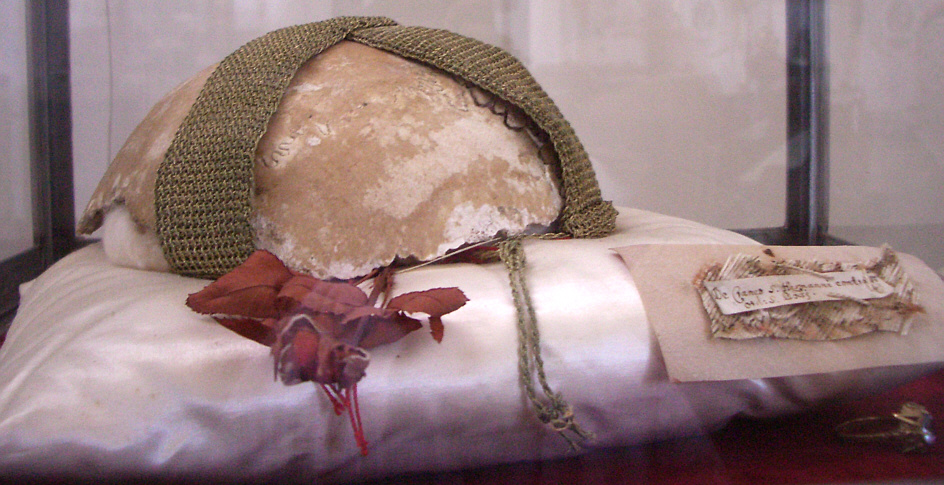
Schädelkalotte Hermanns von Reichenau in der Schlosskirche St. Michael, Altshausen

Bereits in der frühen Kirche entwickelte sich eine besondere Verehrung der Märtyrer. Der erste biblische Beleg für Vorläufer von Reliquien findet sich in der Apostelgeschichte des Lukas, wo die Gläubigen dem heiligen Paulus von Tarsus Tücher wegnahmen und diese dann auf die Kranken legten, die geheilt wurden (Apg 19,12 ). Mit der Annahme der Unvergänglichkeit des heiligen Leibes Christi entwickelte sich der Glaube an die besondere Kraft der Überreste auch der heiligen Märtyrer. Das Wort Martýrion bedeutet in den Schriften der Väter auch den Ort, wo die Reliquien eines Märtyrers aufbewahrt werden. Lange Zeit wurde der aus der Urkirche herrührende Brauch gepflegt, über den Gräbern von heiligen Märtyrern Kirchen zu errichten (etwa die Peterskirche in Rom). Im Mittelalter ging man in der lateinischen Kirche dazu über, unter oder in den Altar Reliquien einzubetten. Die Ostkirchen setzen, ihrer Tradition folgend, Reliquien in die Mauern ihrer Kirchen. Mit dieser Praxis soll der innere Zusammenhang zwischen der „Gemeinschaft der Heiligen“ und der irdischen Kirche versinnbildlicht werden.
Die Reliquienverehrung ist die älteste Form der Heiligenverehrung und seit dem 2. Jahrhundert nachweisbar. In der Spätantike und im Frühmittelalter nahm die Verehrung von Reliquien erheblich zu. Ein früher Hinweis auf den Bedarf an Reliquien von Märtyrern stellt die Passion des Fructuosus, Augurius und Eulogius dar. Sie berichtet, dass in der Nacht nach der Hinrichtung des Bischofs Fructuosus von Tarragona am 21. Januar 259 Gläubige versuchten, so viel wie möglich von der Asche der Verbrannten zu erlangen. Der Bischof, der ihnen im Traum erschienen sei, habe sie allerdings aufgefordert, sie zurückzugeben. Der Kirchenvater Johannes von Damaskus (650–754) weist darauf hin, dass die Heiligen „keine Toten“ seien, und führt eine Reihe von Wundern auf, die durch sie gewirkt worden seien. Seit dem 8. Jahrhundert war die Kirche bestrebt, jeden ihrer Altäre mit einer Reliquie auszustatten.
Veranlasst durch Wunderberichte wurden seit dem Frühmittelalter den Reliquien der Märtyrer heilsame Wirkung zugeschrieben. Die großen Kathedralen des Mittelalters verdanken ihre Entstehung und ihren Ruhm vor allem hochverehrten Reliquien – etwa der Heiligen Drei Könige im Kölner Dom oder der Reliquien der heiligen Ursula von Köln und ihrer Gefährtinnen in St. Ursula in Köln.
Am Vorabend der Reformation war es in der Volksfrömmigkeit, in der Reliquienverehrung traditionell eine große Rolle spielte, zu immer stärkeren Auswüchsen gekommen. Die Reformatoren kritisierten zunächst diese Auswüchse, bevor ihre Kritik grundsätzlicher wurde. So hielt Martin Luther am 26. Januar 1546 in der Frauenkirche zu Halle eine Predigt gegen den „Reliquienkram“ des Erzbischofs Albrecht. Aus vielen Kirchen wurden im Zuge des reformatorischen Bildersturms auch die Reliquien entfernt, unter den Reformierten Johannes Calvin und Huldrych Zwingli sogar verbrannt. Der Verbleib vieler zuvor bedeutsamer Reliquien ist seitdem unbekannt. Entgegen dem Befehl der protestantisch gewordenen Landesherren bewahrte die Bevölkerung Marburgs (siehe Elisabeth von Thüringen#Reliquien) und manch anderer Orte die Reliquien auf.
Evangelische Christen sehen die Heiligenreliquien als „unbiblisch“ an, in Religionsgemeinschaften wie den Siebenten-Tags-Adventisten und den Zeugen Jehovas gilt ihre Verehrung sogar als Götzendienst. Auch die Neuapostolische Kirche sowie die Christadelphians lehnen die Verehrung von Reliquien ab.
Auf dem Konzil von Trient, dem Konzil, das die Gegenreformation einleitete, wurde in der 25. Sitzungsperiode (1563) die Reliquienverehrung ausdrücklich empfohlen und Kritik seitens der Reformatoren zurückgewiesen. In der Folge blühte die seltener gewordene Reliquienverehrung in katholischen Gebieten wieder auf. Wallfahrten zu Reliquienschreinen wurden zu einem wichtigen Mittel der Gegenreformation. Im 19. Jahrhundert kam es zu einer erneuten Blüte der Reliquienverehrung. Zur Trierer Wallfahrt von 1844 zum Heiligen Rock kamen binnen sieben Wochen eine Million Pilger. Liberale Publikationen wie der Kladderadatsch richteten ihren Spott gegen die Katholiken.
Das 20. Jahrhundert war im deutschen Sprachgebiet, mitbeeinflusst durch die liturgische Bewegung mit ihrer Wende zur Innerlichkeit und die Liturgiereform, durch einen stetigen Rückgang der Bedeutung der Reliquienverehrung geprägt.

### Kategorisierung

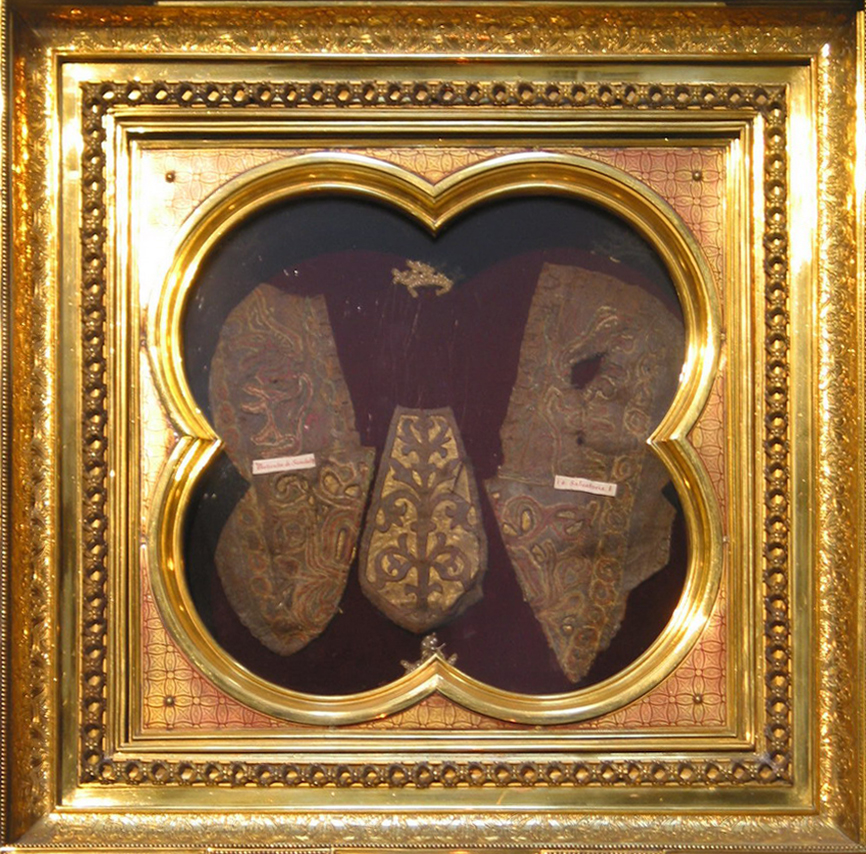
Sandalen Jesu, Abtei Prüm (Eifel)

1. Reliquien erster Klasse sind alle Körperteile von Heiligen, insbesondere aus dem Skelett (ex ossibus, aus den Knochen), in selteneren Fällen auch Blut. Bei Heiligen, deren Körper verbrannt wurden, gilt die Asche als Reliquie erster Klasse.
2. Reliquien zweiter Klasse, auch echte Berührungsreliquien (bzw. Kontaktreliquien[11]) genannt, sind Gegenstände, die der Heilige zu seinen Lebzeiten berührt haben soll, insbesondere Objekte von besonderer biographischer Bedeutung. Dazu gehören bei heiliggesprochenen Priestern und Ordensleuten ihre Gewänder, bei Märtyrern auch die Foltergeräte und Waffen, mit denen sie ums Leben gebracht wurden.

Eine Stellung außerhalb dieses Schemas kommt den sogenannten biblischen Reliquien zu, also den Gegenständen, die mit dem neutestamentlichen Heilsgeschehen, insbesondere mit Jesus Christus und der Mutter Gottes, aber auch mit Johannes dem Täufer, in direkte Verbindung gebracht werden. Dazu zählen vor allem die Kreuzreliquien, kleine Holzsplitter vom Kreuz Christi, von denen viele tausende über die ganze Welt verteilt in katholischen und orthodoxen Kirchen verehrt werden. Zu den Gegenständen, die Bezüge zur Passion, also zur Leidensgeschichte Jesu aufweisen, gehören daneben auch die Lanze, die bei der Kreuzigung verwendet wurde (Joh 19,34 ), oder Partikel der Kreuznägel (etwa in der Eisernen Krone der Langobarden), Partikel der Dornenkrone (in der Kathedrale Notre-Dame de Paris), ferner das Turiner Grabtuch, das Schweißtuch der Veronika (im Petersdom in Rom) wie auch die anderen Leidenswerkzeuge. In ähnlicher Weise werden Gewänder verehrt, die Maria und Jesus zu Lebzeiten getragen haben sollen, etwa der Heilige Rock in Trier, die Sandalen Jesu in Prüm sowie Windel und Lendenschurz Jesu in Aachen. Die Gewänder Mariens (Schleier, Gürtel, Heiliger Ring) zähl(t)en zu den Reliquien in Konstantinopel, Paris und anderswo. Viele der bedeutendsten biblischen Reliquien befanden sich lange Zeit in Konstantinopel und gelangten erst nach der Eroberung der Stadt durch den Vierten Kreuzzug im Jahr 1204 in den Westen.
Da Jesus nach Lk 24,50–53 , Apg 1,1–11  und, nach Lehre der römisch-katholischen Kirche, die Jungfrau Maria leiblich in den Himmel aufgenommen wurden, gibt es von ihnen folgerichtig keine Reliquien ex ossibus und nur wenige Reliquien erster Klasse. Solche Christusreliquien tauchten im Mittelalter auf, werden heute überwiegend als Fälschungen angesehen und in der katholischen Kirche aber noch lokal verehrt.

### Wunderwirkungen

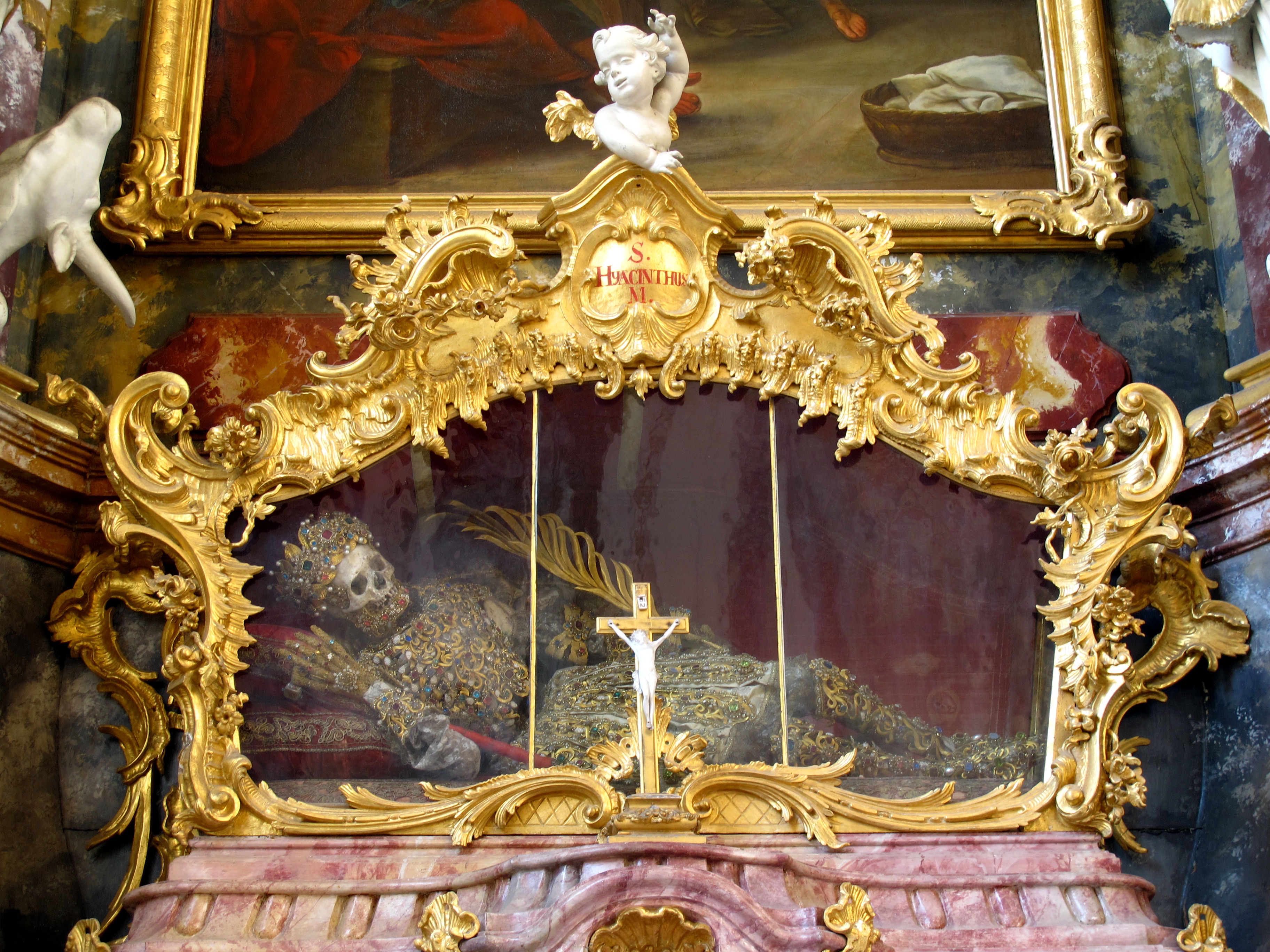
Ganzkörperreliquie des hl. Hyacinthus in der Klosterkirche Fürstenfeld

Vor allem im Mittelalter wurden den Reliquien viele Wunder (miracula) zugesprochen. In der Hagiographie sind Zeitpunkte solcher Wunder oft die Inventio (Auffindung) von Reliquien sowie die Translatio (Überführung) der heiligen Gebeine von einem Ort an einen anderen Ort, etwa bei der Auffindung des Heiligen Kreuzes oder bei der Überführung der Gebeine des hl. Nikolaus von Myra nach Bari. Die Lebensbeschreibungen der Heiligen wurden in Hagiographien gesammelt, wie der „goldenen Legende“ (Legenda aurea) oder den Werken des Caesarius von Heisterbach. Ihre große Verehrung sowie Wundergeschichten lösten während des Mittelalters eine allgemeine Suche nach Reliquien von Heiligen, insbesondere solchen von Märtyrern, aus. Dabei schreckte man auch vor Entwendungen der heiligen Leichname (corpora sanctorum) nicht zurück, wie zum Beispiel in dem von Einhard verfassten Translationsbericht über die Überführung der Heiligen Marcellinus und Petrus von Rom nach Michelstadt-Steinbach zu lesen ist.
Nachdem die Kreuzritter während des Vierten Kreuzzuges im Jahre 1204 Konstantinopel erobert hatten, wurden hunderte kleinste Teile des Kreuzes, das der Überlieferung zufolge die Kaiserinmutter Helena um 325 von Jerusalem nach Rom und Konstantinopel gebracht hatte, über die Länder Europas verstreut. Zahlreiche Kirchen behaupteten infolgedessen den Besitz eines Partikels des Kreuzes. Der französische Architekt Charles Rohault de Fleury unterzog sich der Mühe, die Gesamtmenge aller Kreuzreliquien zu ermitteln, und kam auf etwa ein Drittel eines Kreuzes. Die früher immer wieder kolportierte Behauptung, Erasmus von Rotterdam habe gespottet, die angeblichen Splitter des Kreuzes Jesus reichten aus, um daraus ein ganzes Schiff zu bauen, ist falsch. Im Enchiridion militis Christiani erinnert er lediglich daran, dass der Besitz von Kreuzesreliquien ein Nichts ist – verglichen mit der Kreuzesnachfolge.
Beim Grabtuch von Turin steht die kirchliche Anerkennung als Reliquie nach wie vor aus. Das Interesse an Reliquien lässt sich auch dadurch begründen, dass naturwissenschaftlich oftmals unerklärliche Phänomene im Zusammenhang mit Reliquien bekannt wurden. Hauptsächlich die „Unversehrtheit“ (keine Verwesung) der Heiliggesprochenen oder bestimmter Organe bzw. Teile ihres Körpers sind hier zu nennen. In der Pfarrkirche St. Hildegard und St. Johannes der Täufer in Eibingen im Rheingau wird der Schrein der Hildegard von Bingen mit Herz und Zunge in unverwestem Zustand aufbewahrt. Auch die Ganzkörperreliquien einiger Heiliger stehen in der Tradition im Ruf der Unverweslichkeit.

### Bedeutung
Unter Christen verlangt die Pietät grundsätzlich die Achtung auch vor dem Leib des Gestorbenen. Umso mehr wird bei Christen aus Frömmigkeit heraus den sterblichen Überresten jener Menschen Ehrfurcht erwiesen, die zu Gott gegangen sind.
Die Verehrung von Reliquien in der katholischen und den orthodoxen Kirchen gilt als Ausdruck der Heiligenverehrung, die die Bildnisse der Heiligen und deren Reliquien, gemäß der Überlieferung, in Ehren hält. Mit Heiligenreliquien werden vor allem die Körper, aber auch Teile davon, „derjenigen, die nun im Himmel leben, einst aber auf dieser Erde waren, und zwar aufgrund der heroischen Heiligkeit ihres Lebens als hervorragende Glieder des mystischen Leibes Christi und lebendige Tempel des Heiligen Geistes“ bezeichnet. Zu den Reliquien gehören aber auch Gegenstände der Heiligen wie Geräte, Kleidungsstücke und Handschriften, außerdem Gegenstände, die mit ihren Körpern oder Gräbern in Berührung gebracht worden sind sowie auch solche, die mit verehrten Bildern in Berührung gekommen sind.

### Aufbewahrung (Reliquiar, Reliquienschrein)

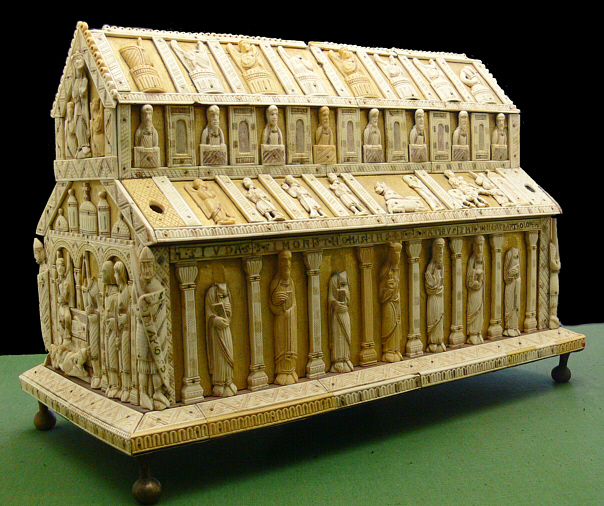
Reliquienschrein in Form einer Basilika, Köln, 1. Hälfte 13. Jahrhundert

Ursprünglich wurden die Reliquien von Personen, die im Rufe besonderer Heiligkeit und Gottesnähe standen, unter den Altären der ersten christlichen Kirchen beigesetzt. Daraus entwickelte sich im Laufe der Zeit die bis heute gültige katholische Tradition, bei der Weihe einer neu errichteten Kirche eine Reliquie des jeweiligen Namenspatrons in die Mensa des Hauptaltars einzumauern und in größeren Kirchen verschiedenen Heiligen eigene, mit Reliquien ausgestattete Altäre zu errichten.
Um die dadurch gewachsene Bedeutung der Reliquien für die Kirche, in der sie sich befanden, zu unterstreichen, begann man mit der Anfertigung spezieller, meist künstlerisch und materiell sehr kostbar ausgeführter Behältnisse zur Aufbewahrung der Reliquien. Diese Behälter werden zusammenfassend als Reliquiare bezeichnet.
Formen des Reliquiars
- Reliquienschrein
- Staurothek: goldene Lade zur Unterbringung großer Kreuzreliquien
- Reliquienkreuz, Kreuzreliquiar
- „Sprechendes Reliquiar“ (Arm, Hand-, Fußreliquiare, Reliquiare in Form von Gegenständen)
- Ostensorium
- Osculatorium, auch Paxtafel, Kusstafel oder Pacificale genannt
- Bursa (Stofftasche, Reliquienhülle)
- Bursareliquiar (schreinchenartiges Reliquiar, das textilen Pilgertaschen nachempfunden ist)
- Reliquienpyramide
- Phylakterion (kleine Kapsel mit Reliquien, die um den Hals oder vor der Brust getragen wurden)

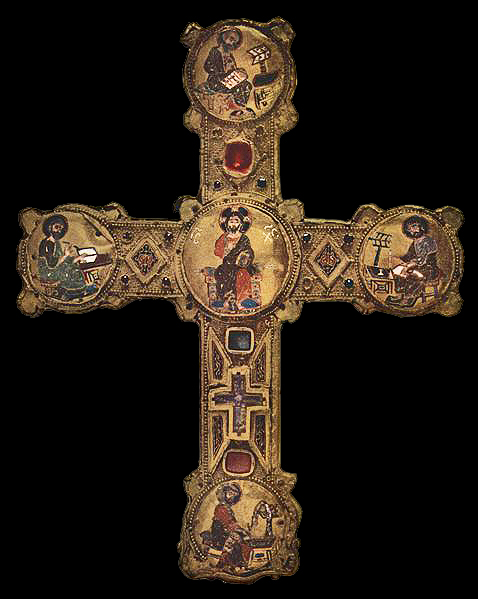
„Meister des Reliquienkreuzes von Cosenza“: Reliquienkreuz mit thronendem Christus und den vier Evangelisten (12. Jahrhundert, Kathedrale von Cosenza)
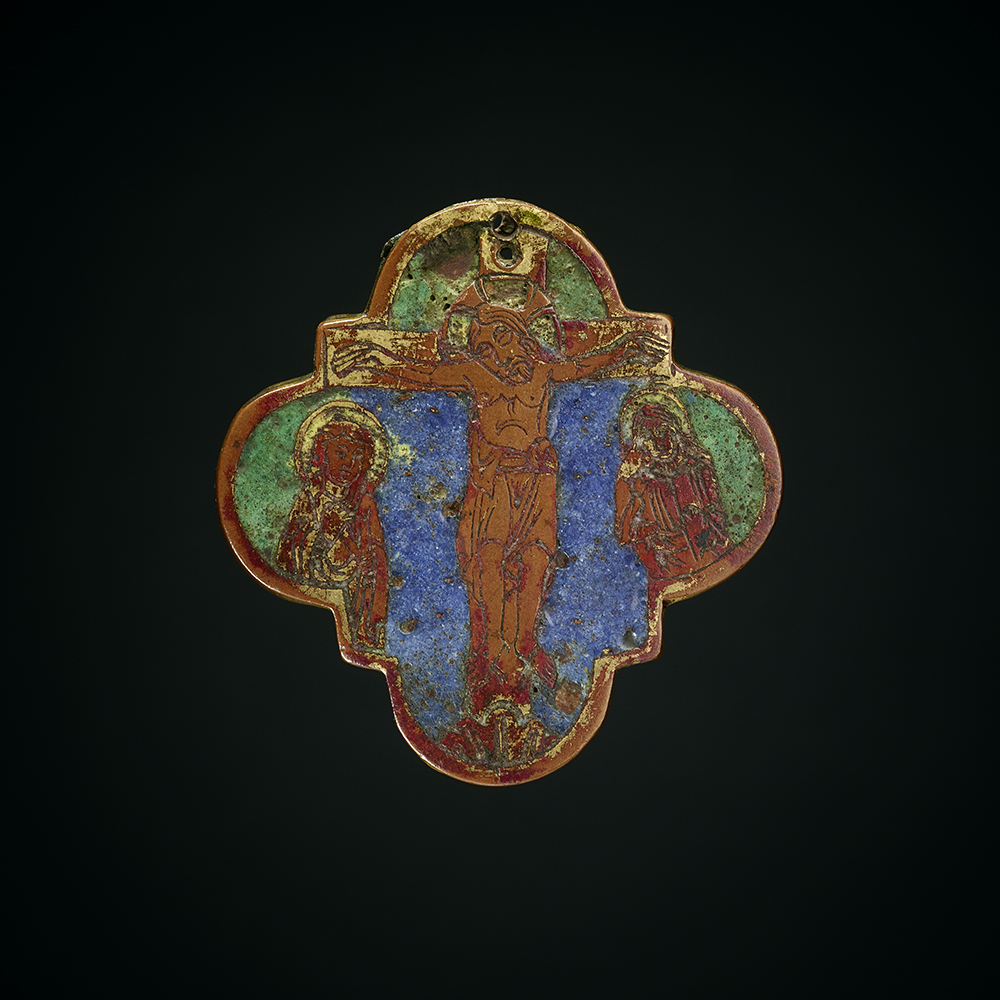
Vierpassförmiges Kapselreliquiar (Kusstafel, Enkolpion), Niedersachsen, wohl Hildesheim, 2. Hälfte 12. Jahrhundert (Domschatz Halberstadt)
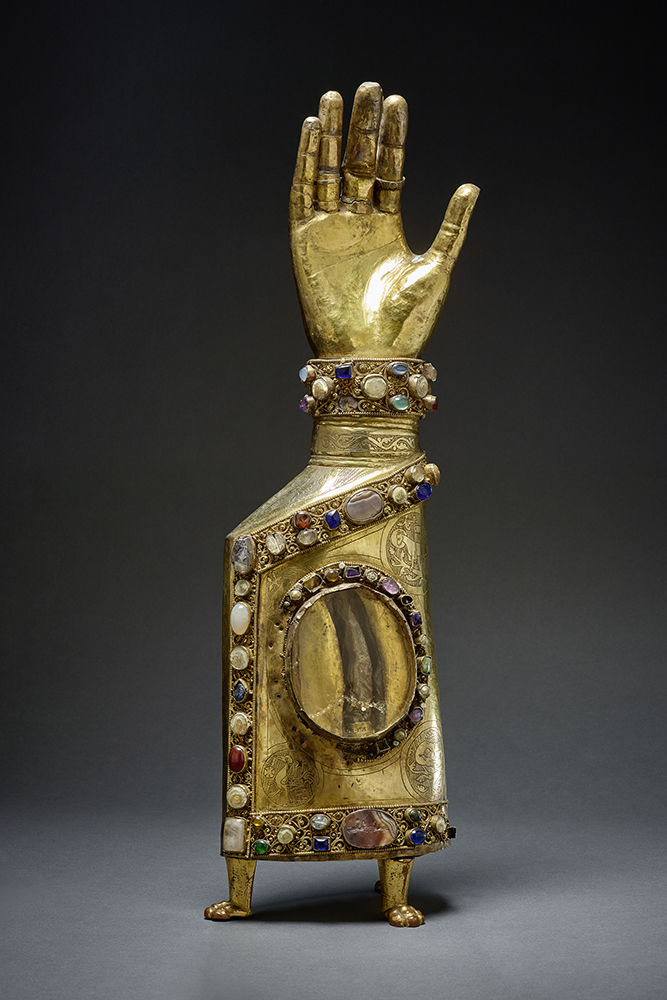
Armreliquiar des hl. Nikolaus, um 1225/30 (Domschatz Halberstadt)
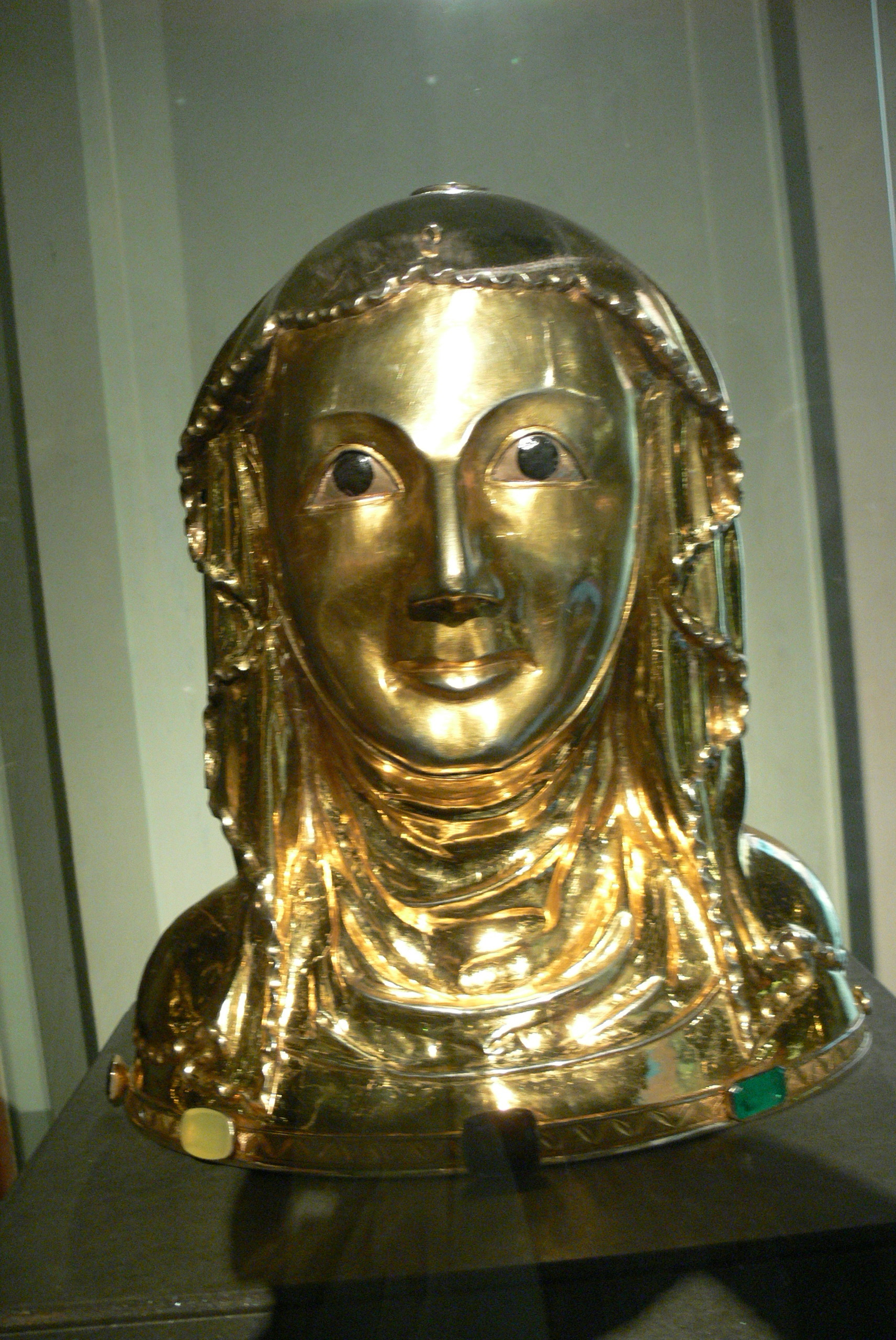
Kopfreliquiar der hl. Ludmilla von Böhmen im Prager Agneskloster
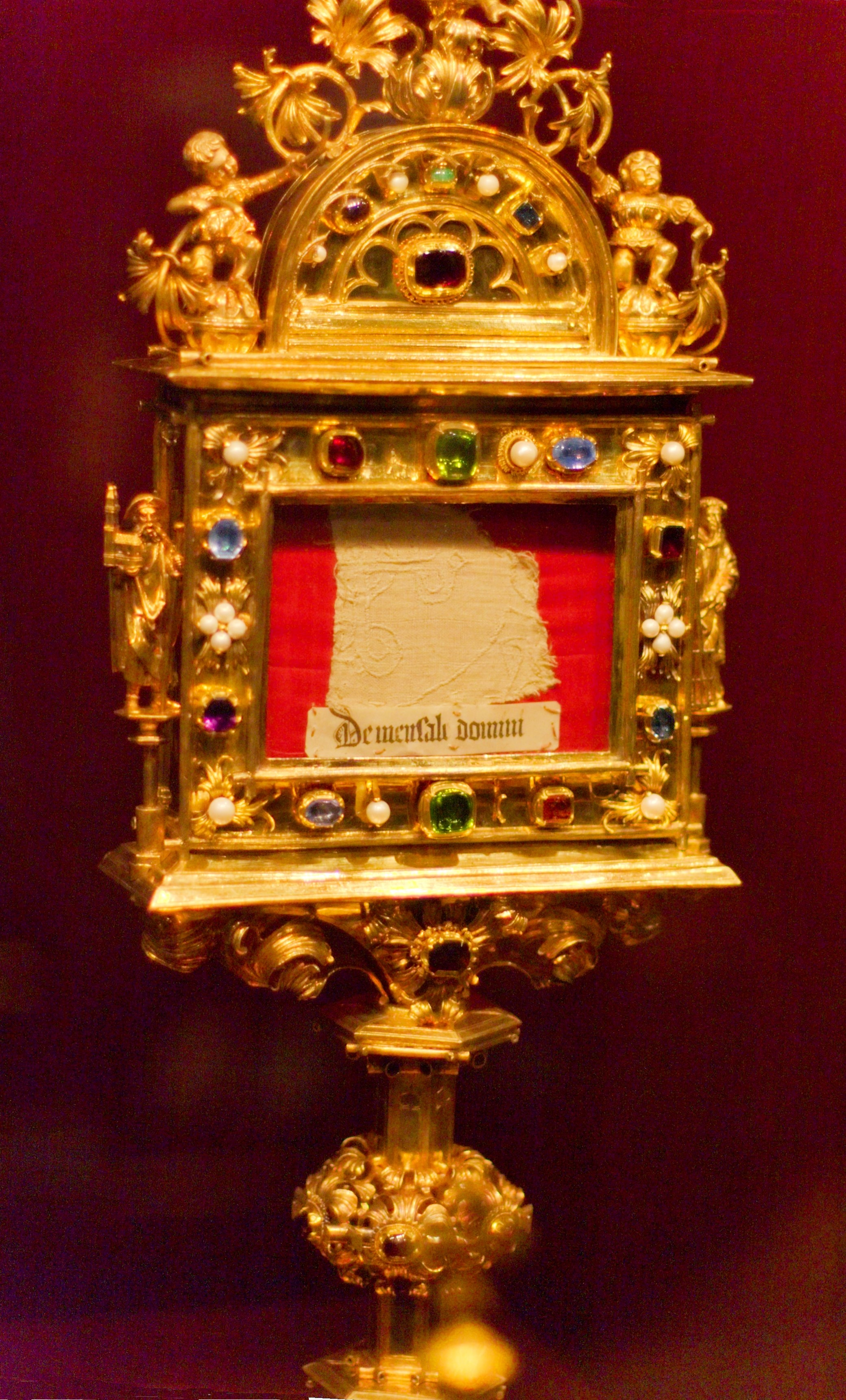
Reliquiar als Ostensorium mit einem Stück vom Tischtuch des letzten Abendmahls, Hans Krug d. J. (1485–1528), Weltliche Schatzkammer, Wien
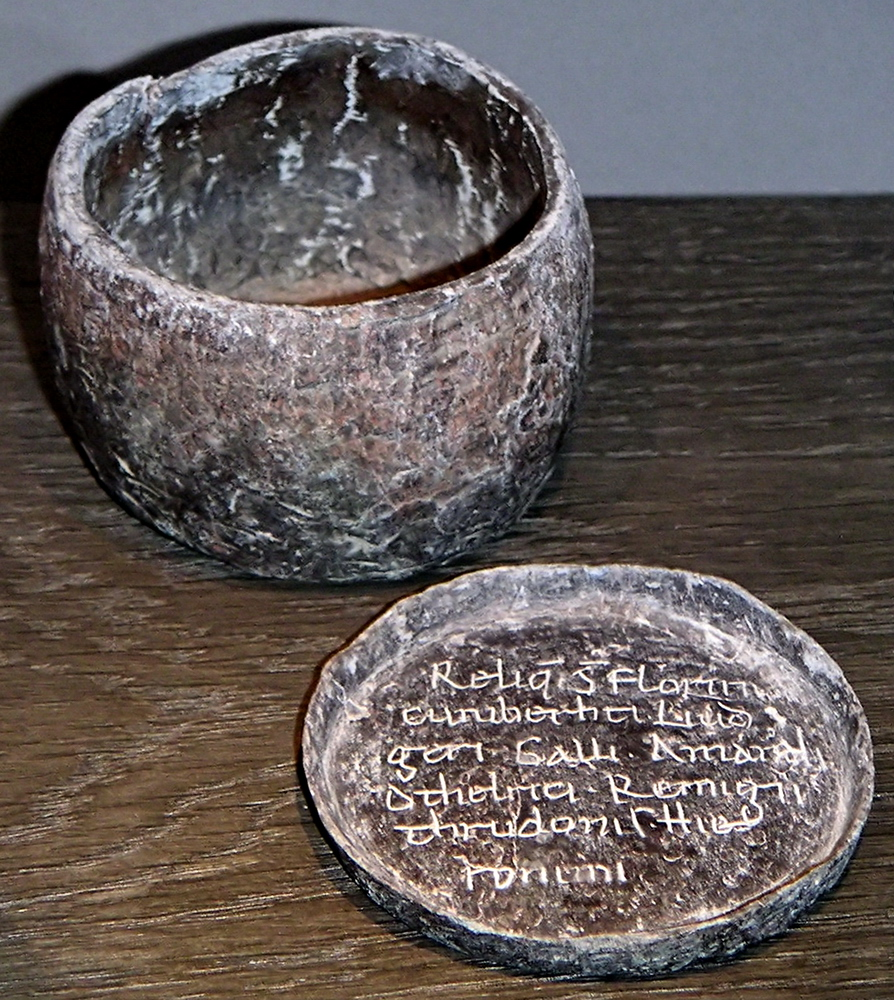
Reliquienbehälter aus aufgelassenen Altären des Ostchores im Essener Münster, datiert auf 1054

### Liturgie und Brauchtum
Am Gedenktag eines Heiligen oder zum Patrozinium einer Kirche wird in der Liturgie des Heiligen oder des Festgeheimnisses besonders gedacht. Mancherorts werden dabei den Gläubigen Reliquiare mit Reliquien zur Verehrung zugänglich gemacht. Der Priester kann dabei auch einen besonderen Segen mit dem Reliquiar erteilen.
Eine besonders herausragende Form der Reliquienverehrung in der katholischen Kirche ist die Reliquienprozession. Hierbei werden die Reliquien von Heiligen über einen meist traditionell festgelegten Prozessionsweg getragen. Eine wichtige bis heute gepflegte Feier dieser Art ist die Reliquienprozession der heiligen Hildegard von Bingen, die jährlich am 17. September in Eibingen stattfindet.

### Wallfahrten
Vielerorts finden traditionell Wallfahrten statt, anlässlich derer sonst nicht sichtbare oder zugängliche Reliquien den Gläubigen gezeigt werden. Reisen ins Heilige Land, um dort Reliquien zu verehren, gibt es seit dem Frühmittelalter. Oft wurden auch Reliquien von Jerusalem nach Europa gebracht. Bekannte Beispiele sind etwa die alle sieben Jahre stattfindende Aachener Heiligtumsfahrt, zu der die Aachener Heiligtümer aus dem Marienschrein des Aachener Dom geholt werden, die in unregelmäßigen Abständen stattfindenden Wallfahrten zum Heiligen Rock (der Tunika Christi) nach Trier und die Wallfahrt zu den „heiligen drei Hostien“ nach Andechs.

### Reliquiensammlungen und Heiltumskammern
Hauptsächlich im Mittelalter war es verbreitet, bedeutenden Persönlichkeiten Reliquien zu schenken. Schon Karl der Große in Aachen und später Karl IV. in Prag häuften Reliquiensammlungen an. Am Vorabend der Reformation ließ Kurfürst Friedrich der Weise von Sachsen in seiner Residenz Wittenberg einen der größten Reliquienschätze seiner Zeit zeigen. Der von der heiligen Hildegard von Bingen bereits im 12. Jahrhundert zusammengetragene Eibinger Reliquienschatz wird noch heute in der Pfarrkirche Eibingen aufbewahrt. Kostbare Umhüllungen oder Gefäße aus Gold und Silber gaben den unansehnlichen Überbleibseln auratischen Glanz.
Die Dome von Aachen, Bamberg, Braunschweig, Essen, Freising, Halberstadt, Köln, Minden, Münster, Osnabrück, und Trier besaßen und besitzen häufig heute noch ihre in Schatz- oder Heiltumskammern gezeigten Bestände. Bedeutende kirchliche Schatzkammern befinden sich auch in Augsburg, Essen-Werden, Schwäbisch Gmünd, Xanten.
Im Mittelalter (in katholischen Zentren auch später noch) wurden den wallfahrenden Gläubigen bei Prozessionen und sogenannten Heiltumsweisungen die Reliquienschätze von einer Galerie, einer Empore oder einem Heiltumstuhl (Wien) aus präsentiert oder wie in Trier der Heilige Rock anlässlich der Wallfahrten dorthin periodisch ausgestellt.

### Reliquienhandel
Obwohl bereits eine vom 26. Februar 386 datierte Regelung im Codex Theodosianus den Verkauf von Märtyrergebeinen untersagte, wurden Reliquien in den folgenden Jahrhunderten gehandelt. Auch ein im Jahr 1215 vom vierten Laterankonzil ins kanonische Recht eingebrachter Passus, altehrwürdige Stücke weder aus ihren Behältnissen zu nehmen noch sie zum Verkauf zu stellen, konnte den Reliquienhandel nicht unterbinden.
Das kanonische Recht verbietet Katholiken den Handel mit Reliquien. Katholiken dürfen solche Objekte zwar erwerben, sie besitzen und verehren, aber nicht weiterverkaufen. Zulässig sind lediglich das Verschenken von Reliquien an andere Gläubige und die Übergabe an die Kirche. Am 8. Dezember 2017 erließ die Kongregation für die Selig- und Heiligsprechungsprozesse eine detaillierte Instruktion Die Reliquien in der Kirche: Echtheit und Aufbewahrung.

## Reliquien im Islam
Wenn auch die Reliquienverehrung im Islam nicht die Bedeutung erlangt hat, die ihr in anderen Religionen zukommt, sie „kein Element im Systeme des doctrinären Islam bildet“, wie es Ignaz Goldziher ausdrückt, tritt sie dennoch im islamischen Volksglauben in verschiedenen Formen zur Erscheinung. Im 13. Jahrhundert war der Reliquienschwindel einer der beliebten Tricks der als Banū Sāsān bekannten Gaukler. Sie reisten in dieser Zeit mit in Kisten aufbewahrten Reliquien in Kleinasien und Persien umher und zeigten diese für Geld, so unter anderem zwei angeblich von den Ahl al-bait beziehungsweise Abū Bakr benutzte Abaya-Umhänge.

### Prophetische Reliquien
Die größte Bedeutung haben in der islamischen Religiosität die prophetischen Reliquien (al-āṯār an-nabawīya) erlangt. So wurden verschiedene dem Propheten zugehörige Gebrauchsgegenstände und Kleidungsstücke als Reliquien verehrt. Das Schwert Dhū l-faqār, das Mohammed in der Schlacht von Badr von einem Ungläubigen erbeutet und anschließend ʿAlī ibn Abī Tālib geschenkt haben soll, wurde lange Zeit in der Abbasiden-Familie vererbt. Die Abbasiden verwendeten auch den Mantel (burda), den Stab (qaḍīb) und den Siegelring (ḫātim) des Propheten in ihren Inthronisationszeremonien und stellten sie öffentlich zur Schau, um die Macht und Legitimität der Abbasiden als einzige Erben des Propheten zu betonen.

#### Haare und Nägel des Propheten
Sehr früh wurden auch Haare Mohammeds als Amulett verwendet. Chālid ibn al-Walīd soll sich, wenn er in den Krieg zog, etwas von den Haaren des Propheten in seine Kopfbedeckung gesteckt und sich dann für unüberwindlich gehalten haben. Vom Kalifen Muʿāwiya I. wird überliefert, dass er abgeschnittene Finger- und Fußnägel des Propheten in einer Flasche bewahrte und kurz vor seinem Tod verfügte, dass man diese zermahlen und ihm beim Begräbnis in Augen und Mund streuen sollte, damit Gott ihm durch ihre Baraka gnädig sein möge. Anas ibn Mālik ließ sich angeblich ein Büschel von den Haaren des Propheten mit ins Grab legen. Der zengidische Herrscher Nūr ad-Dīn Mahmūd (gest. 1174) bestimmte, dass mehrere Prophetenhaare, die er in seinem Schatzhaus hatte, auf seine Augen gelegt werden sollten, wenn er in seiner Madrasa, die er in Damaskus erbaut hatte, begraben würde.
Auch in der Frühen Neuzeit erfreuten sich Haare vom Haupt oder Bart des Propheten besonderer Beliebtheit. Fromme Männer trugen solche Reliquien gerne als Amulett bei sich. Wie aus dem Bericht eines indischen Gelehrten hervorgeht, den ʿAbd al-Ghanī an-Nābulusīs (gest. 1731) in einem seiner Reiseberichte zitiert, gab es in Indien sogar einen regelrechten Kult um diese Prophetenhaare. Zahlreiche Menschen hatten hier ein oder mehrere Haare des Propheten in ihrem Besitz, manche sogar bis zu zwanzig. Ein Mann, der seine Prophetenhaare in einer goldenen Dose in Moschus und Ambra aufbewahrte, stellte sie in jährlichem Rhythmus öffentlich zur Schau, was Anlass gab für Versammlungen frommer Männer und Gelehrter, die dort Gebete über den Propheten sprachen, Dhikr-Übungen abhielten und sich in Ekstase versetzten. Einige, die im Besitz solcher Haare waren, behaupteten auch, dass sie wüchsen und sich fortpflanzten.

#### Die Sandalen des Propheten
Besonders große Bedeutung als Reliquien hatten auch die angeblich originalen Sandalen des Propheten. Anas ibn Mālik soll den Gläubigen eine Sandale mit ihren beiden Riemen gezeigt haben. Verschiedenen Berichten zufolge war er der offizielle Hüter von Muhammads Sandalen. Anderen Überlieferungen zufolge war dagegen der kufische Prophetengefährte ʿAbdallāh ibn Masʿūd für sie verantwortlich. Auch Muhammad ibn al-Hanafīya konnte die Reliquie zeigen.
Die spätere Geschichte der Prophetensandalen ist verworren. ʿAbd al-Rahīm al-Dschaubarī (gest. 1222) berichtet in seinem Buch al-Muḫtār fī kašf al-asrār („Die Auswahl über die Enthüllung der Geheimnisse“) von einem Gaukler names Muhammad ibn ʿAtama, der in Kleinasien herumreiste und angebliche Sandalen des Propheten, die er in einer parfümerten Kiste aufbewahrte, für Geld sehen ließen. Eine Prophetensandale wurde 1228 von dem ägyptischen Ayyubiden al-Malik al-Aschraf in seiner Aschrafīya-Madrasa in Damaskus untergebracht, nachdem er sie vom letzten Nachkommen des Prophetengefährten Sulaimān Abū l-Hadīd beschlagnahmt hatte, der sie von seinen Vorfahren erhalten zu haben behauptete. Während der Übernahme von Damaskus durch Timur im Jahre 1400 verschwand die Reliquie jedoch. Der maghrebinische Gelehrte al-Maqqarī (gest. 1577) schrieb ein eigenes Gedicht über die Prophetensandalen mit dem Titel Fatḥ al-mutaʿāl fī madḥ an-niʿāl.

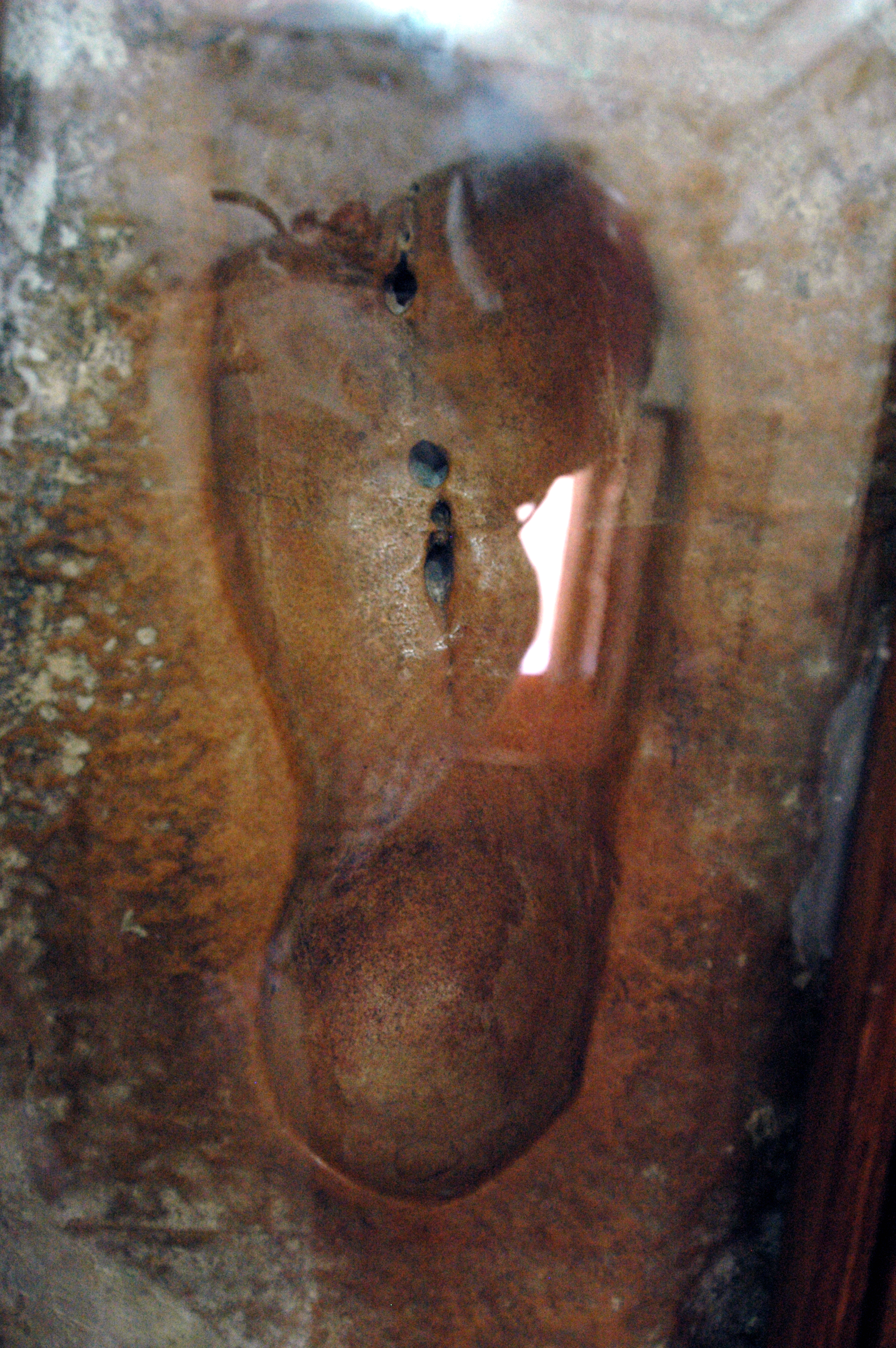
Die Fußabdruckreliquie in Mardin

#### Fußabdrücke
Ebenfalls beliebt waren Steine mit Fußabdrücken des Propheten. Derartige Fußabdruckreliquien konnten genutzt werden, um die Bedeutung eines Ortes herauszustreichen und im Segenskraft zu verleihen. Dies war zum Beispiel der Fall in Mardin, wo ein Stein mit angeblich prophetischem Fußabdruck in der Hatuniye Medrese (auch Sitti-Razviye-Medrese genannt) angebracht wurde. Nach der lokalen Tradition wurde diese Reliquie der Madrasa im 16. oder 17. Jahrhundert von einem der osmanischen Sultane geschenkt.
Die älteste und bedeutendste islamische Fußabdruckreliquie steht allerdings nicht zu Mohammed in Verbindung, sondern zu Abraham. Es ist der Maqām Ibrāhīm in der Heiligen Moschee in Mekka.

### Reliquien schiitischer und sufischer Heiliger
Verehrung von Reliquien anderer Personen war vor allem im schiitischen Islam verbreitet. Ein Beispiel ist das angebliche Haupt von al-Husain ibn ʿAlī, das 1091 von dem fatimidischen Wesir Badr al-Dschamālī in Askalon entdeckt und 1153 von den Fatimiden anlässlich der Belagerung von Askalon durch die Kreuzfahrer aus dieser Stadt nach Kairo überführt und dort unter Verschluss gehalten wurde. Heute wird es in der als besonders heilig angesehenen Imam-Husain-Moschee aufbewahrt und von Ägyptern sowie Schiiten aus Indien, Pakistan und Iran aufgesucht und verehrt.
Im schiitischen Bereich gibt es auch Fußabdrücke der Imame, die als Reliquien verehrt werden. So werden im Qadamgāh-Heiligtum in der Nähe von Nischapur Fußabdrücke des achten schiitischen Imams ʿAlī ar-Ridā ausgestellt. Die Reliquie ist als Steinrelief eines Fußpaares in leicht stilisierter Form gestaltet. Sie ist von einer mit glasierten Kacheln verzierten Wand eingefasst und ähnelt in ihrer Anordnung hinter einem Messingschirm dem Grab eines schiitischen Imamzade-Heiligen. Der Fußabdruck ist hier auch namengebend für das Heiligtum, denn qadamgāh bedeutet „Ort des Fußabdrucks“.
Auch in sufischen Kreisen spielte die Verehrung von Reliquien (āṯār) eine gewisse Rolle. So heißt es zum Beispiel in einem Werk zu den Gelehrten der schafiitischen Rechtsschule über den jemenitischen Sufi ʿAbdallāh al-Yāfiʿī (gest. 1367): „Die Menschen suchten bei seinen Überbleibseln den Segen und kauften sie zu hohen Preisen“ (tabarrak an-nās bi-āṯārihī wa-šarauhā bi-aṯmān ġāliya). Sufis bewahrten in ihren Ordenshäusern pietätvoll die Chirqa, den Gebetsteppich und andere Utensilien des Gründers, „als Document ihres legitimen Zusammenhanges mit ihm“.

### Islamische Reliquiensammlungen
Der mamlukische Wesir Tādsch ad-Dīn Ibn Hinā (gest. 1307/08) kaufte einer Familie in Yanbuʿ für 100.000 Dirham eine ganze Kollektion von prophetischen Reliquien ab und richtete für sie südlich von Kairo einen speziellen Ribāt ein. Im 14. Jahrhundert zeigte man dort verschiedene Gegenstände, die der Prophet benutzt haben soll, ein Stück von einer Schüssel, die Pinzette, die er beim Schminken der Wimpern verwendete, die Ahle, die er beim Anlegen seiner Sandalen gebraucht haben soll usw. Die Sammlung wird auch von dem Reisenden Ibn Battūta beschrieben, der 1326 in dem Ribāt übernachtete. Al-Wanscharīsī (gest. 1505) berichtet, dass die Menschen „diesen gesegneten Ort“ (hāḏa l-mauḍiʿ al-mubārak) häufig aufsuchten, um den Segen dieser Reliquien zu erlangen, und sie mit den Händen berührten und sich damit einrieben. Der mamlukische Sultan Qansauh al-Ghūrī (gest. 1516) verlegte diesen Reliquienschrein später in die Qubba, die er neben seiner Madrasa in Kairo errichtet hatte. Dort blieben die Reliquien bis 1858/59, als sie erneut verlegt wurden. Nach verschiedenen Zwischenstationen gelangten sie schließlich 1887/88 in die Imam-Husain-Moschee.
Die größte und bedeutendste islamische Reliquiensammlung wird unter dem Namen Emanat-ı mukaddese („Heilige Deposita“) im Topkapı-Palast in Istanbul aufbewahrt. Sie wurden von den osmanischen Sultanen aus Orten, die sich unter ihrer Herrschaft befanden, zusammengetragen. Zu dieser Sammlung gehören neben dem Mantel des Propheten, auf Türkisch Hırka-i Şerif („der edle Mantel“) genannt, auch Barthaare des Propheten, die Standarte des Propheten (Sancak-ı Şerif), Schwerter und ein angeblicher Brief des Propheten, eine Armreliquie Johannes des Täufers und noch verschiedene andere Reliquien.

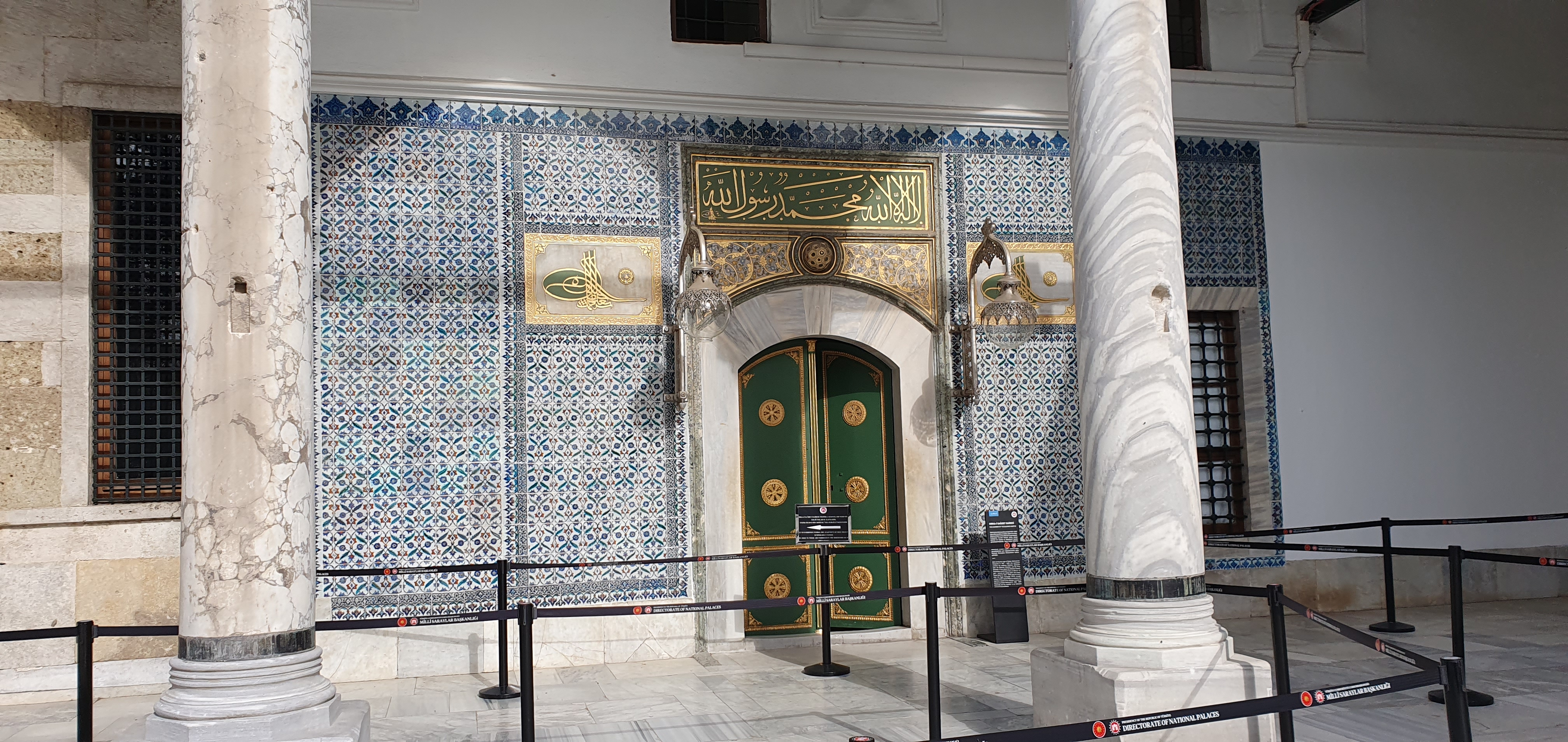
Eingang zur Reliquienkammer
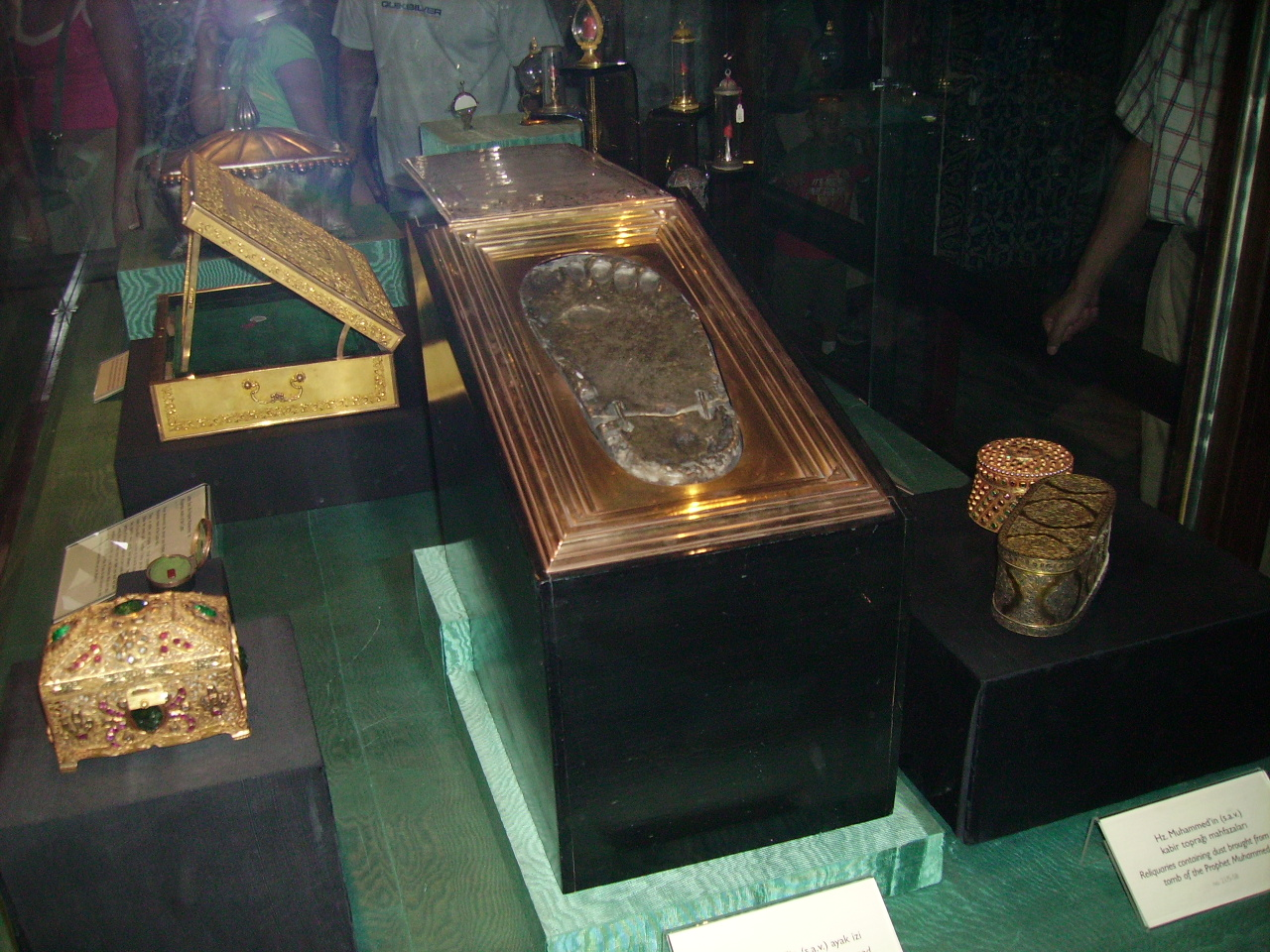
Behälter mit Zahn Mohammeds (links), Fußabdruck (Mitte), Behälter mit Staub aus Mohammeds Grab (rechts)
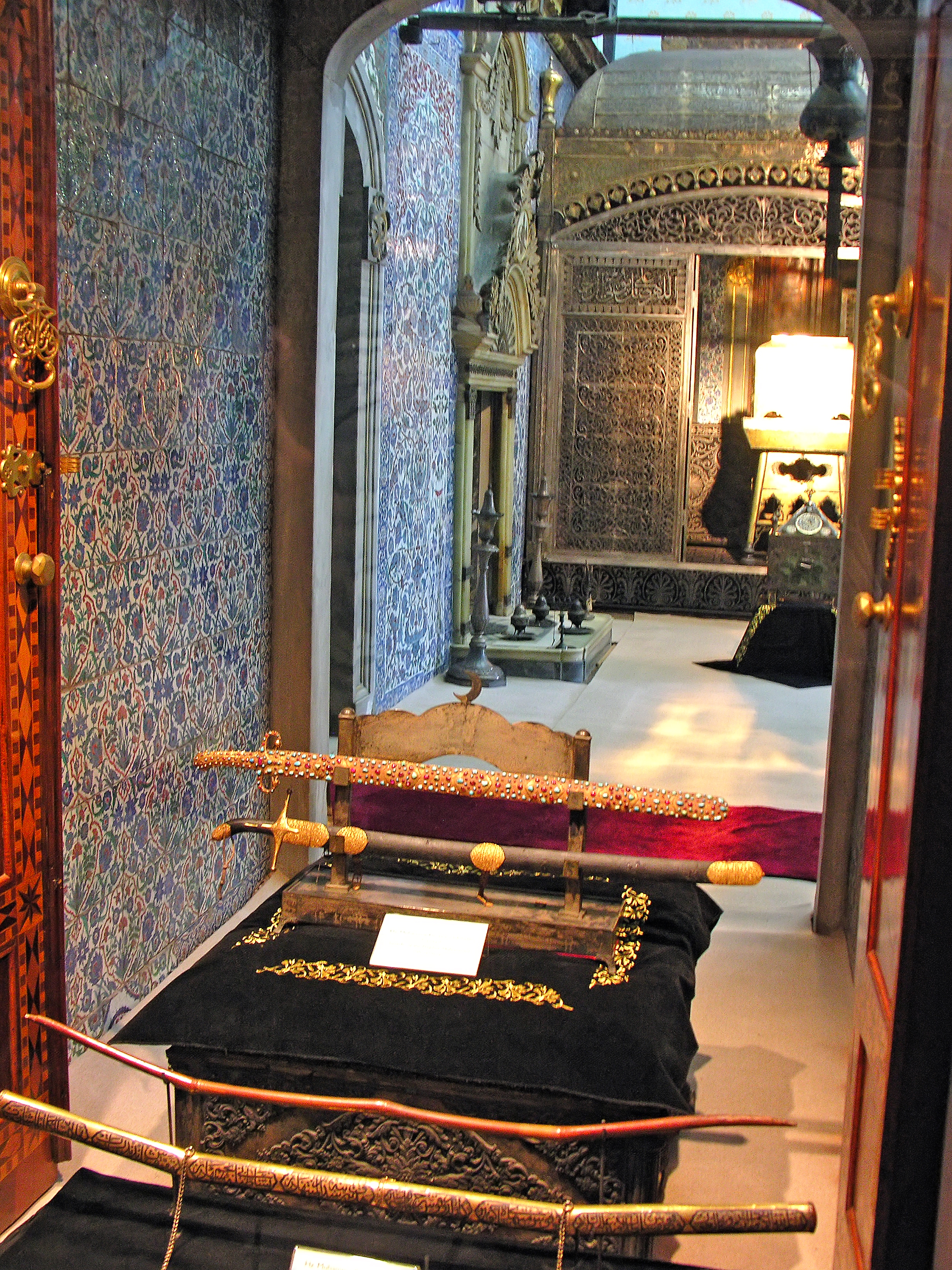
Schwerter und Bogen des Propheten, im Hintergrund der Schrein mit der Hırka-i Şerif
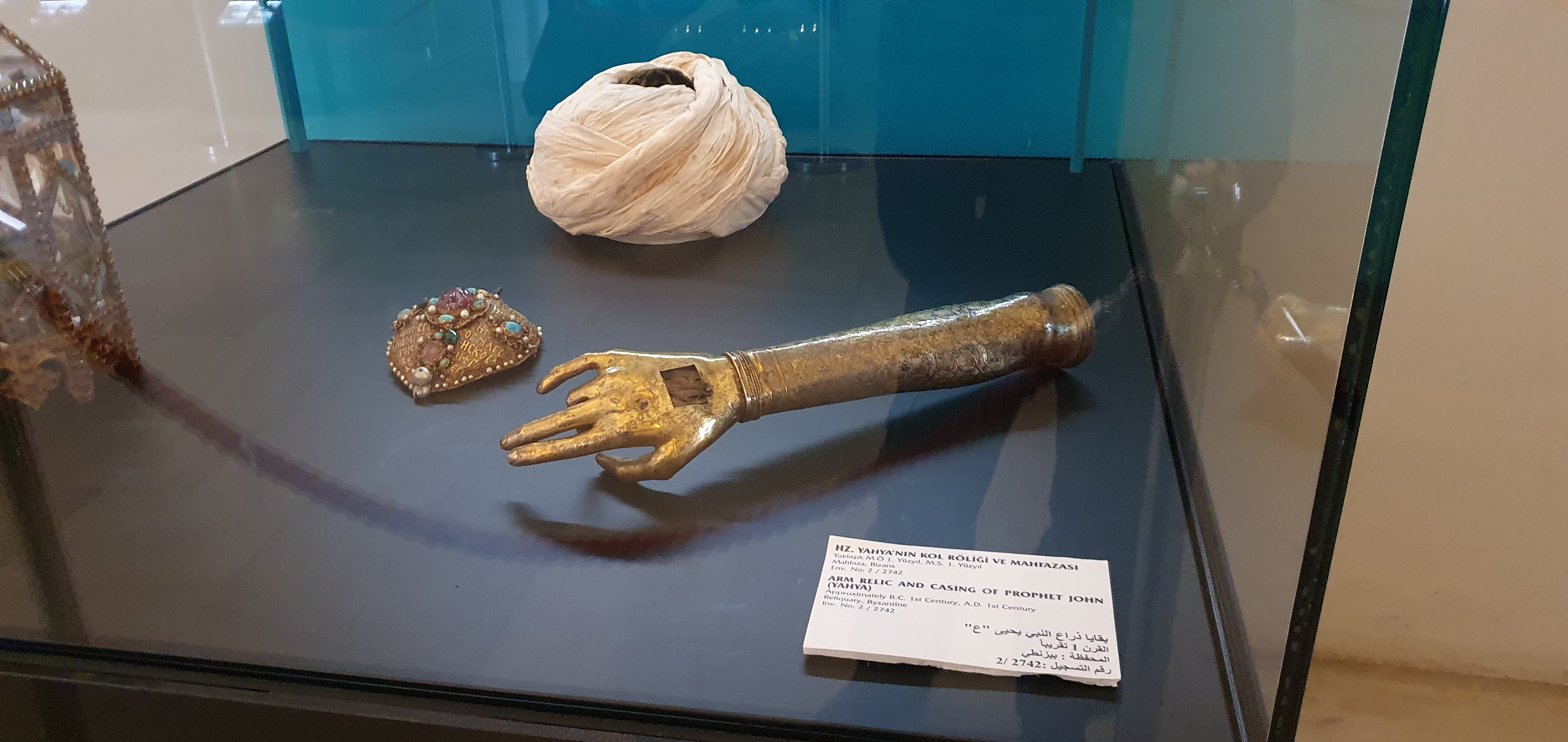
Armreliquie Johannes des Täufers
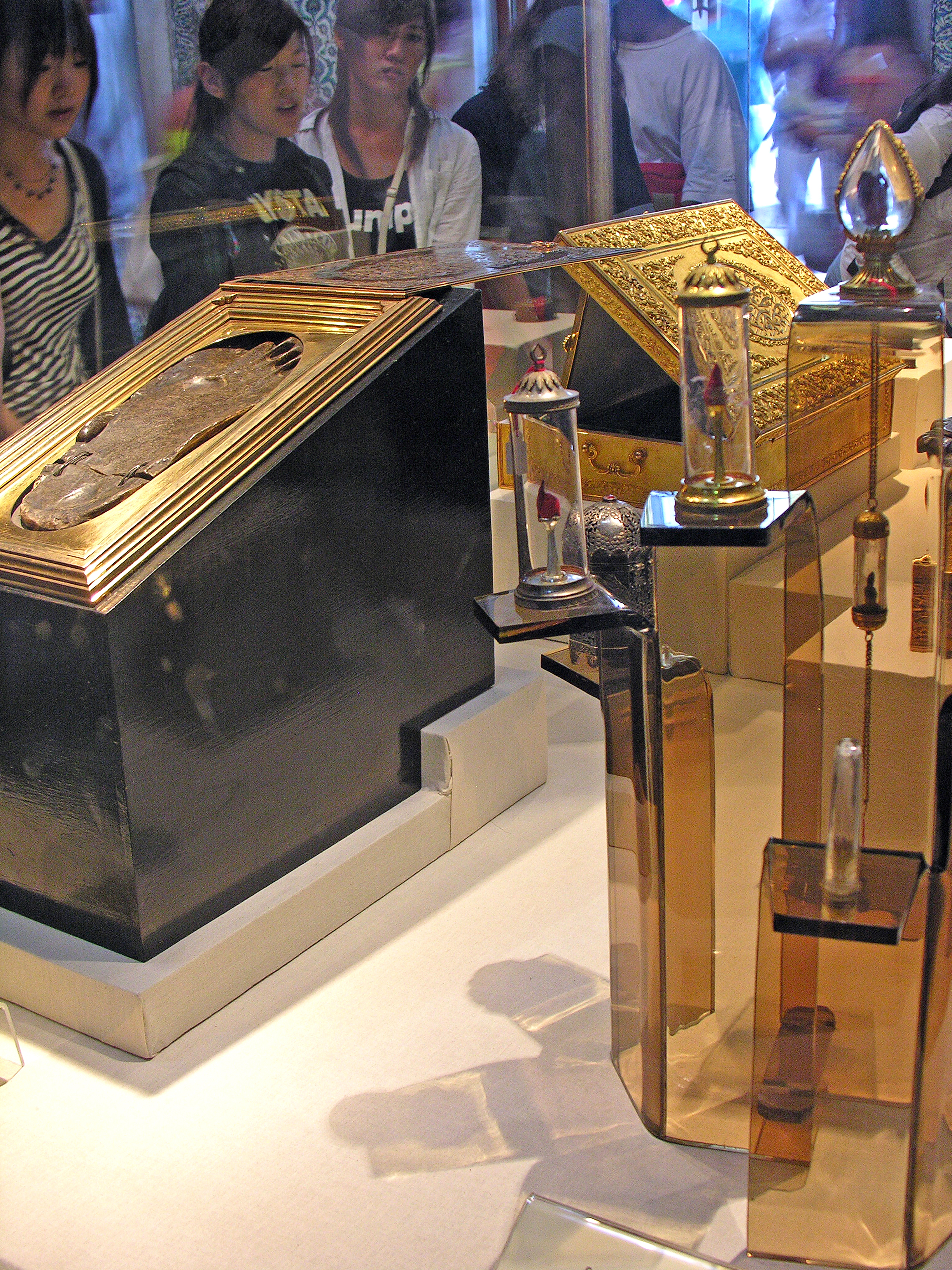
Verschiedene Bart- und Fußreliquien
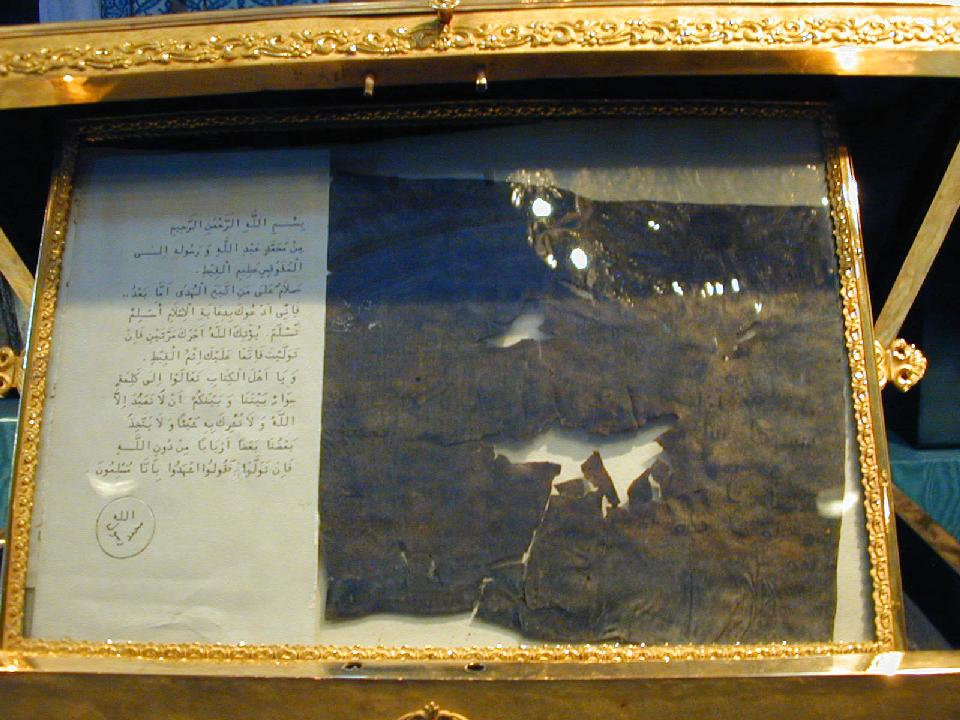
Ein angeblicher Brief des Propheten

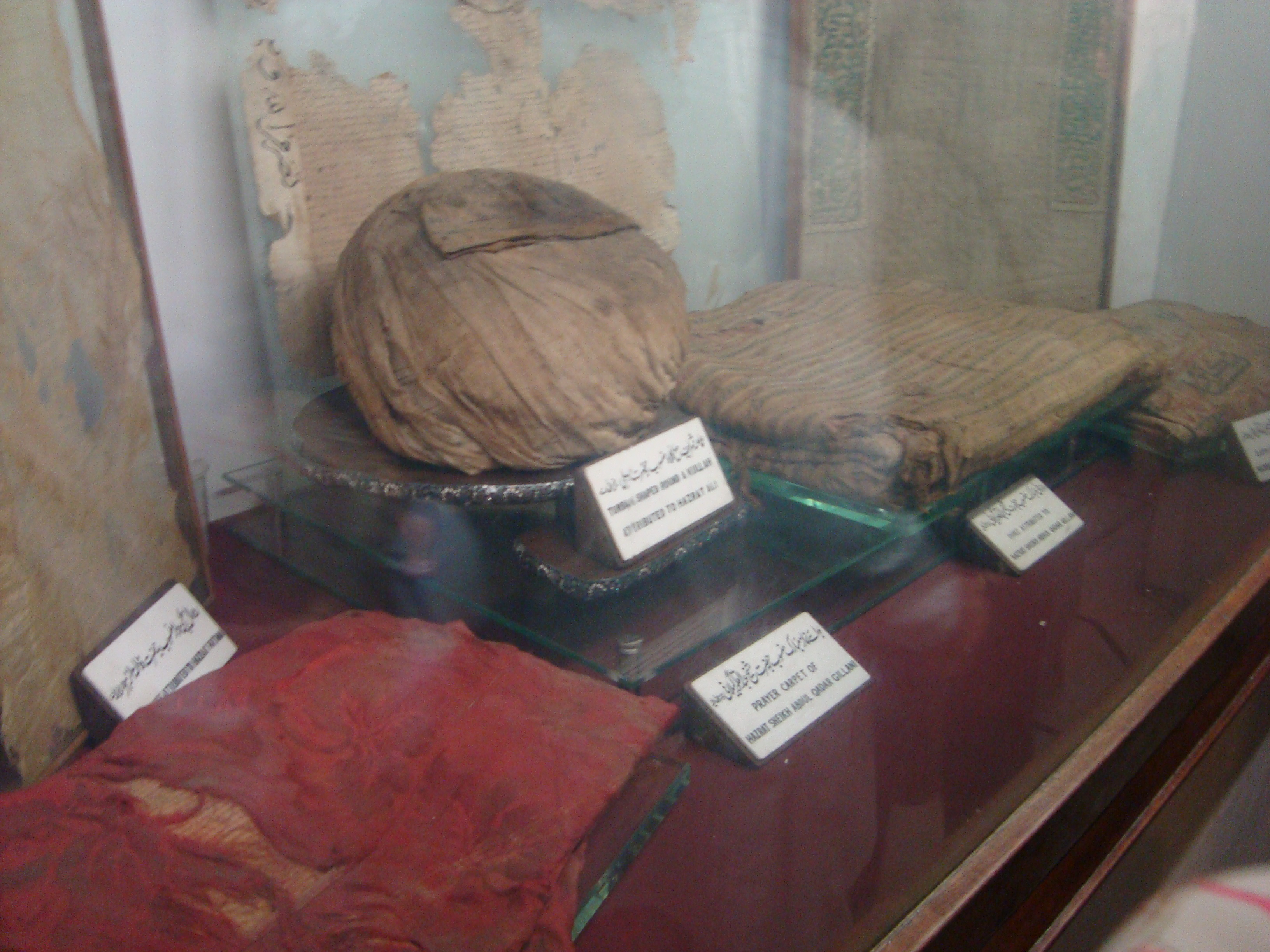
Teile der Reliquiensammlung in der Badshahi-Moschee von Lahore

Eine weitere islamische Reliquiensammlung aus 28 Einzelstücken befindet sich in der Badshahi-Moschee von Lahore. Zu ihr gehören Reliquien von Mohammed, ʿAlī ibn Abī Tālib, Fātima bint Muhammad, al-Husain ibn ʿAlī und ʿAbd al-Qādir al-Dschīlānī sowie verschiedene andere Reliquien, darunter auch ein Zahn von Uwais al-Qaranī. Einige Stücke der Sammlung soll Timur bei der Belagerung von Damaskus im Jahre 1401 von dort entführt haben, andere soll er durch Abgesandte des besiegten osmanischen Sultans Bayezid I. erhalten haben. Nachdem sie unter seinen Nachkommen, den Timuriden, weitergereicht wurden, sollen sie durch Babur nach Indien gebracht worden und bei seinen Nachkommen, den Mogulherrschern verblieben sein. Nach dem Niedergang der Moguldynastie gelangten diese Reliquien angeblich durch Yerkauf in privaten Besitz, bis sie im Jahre 1804 der Vater von Randschit Singh erwarb, der sie, obgleich er ein Sikh, in großen Ehren hielt. Nach dem Indischen Aufstand von 1857 gelangten die Reliquien in den Besitz der Briten, die sie der Moschee in Lahore übergaben. Nach dem Volksglauben wurde die Echtheit dieser Reliquien dadurch bestätigt, dass während einer Feuersbrunst in der Umgebung der Moschee das Gebäude durch die Anwesenheit der Reliquien von der Gefahr verschont wurde.
Schließlich befindet sich noch eine bescheidene Sammlung prophetischer Reliquien in einem verschlossenen Raum in der Ahmad-al-Badawi-Moschee in Tanta.

## Reliquien in anderen Religionen

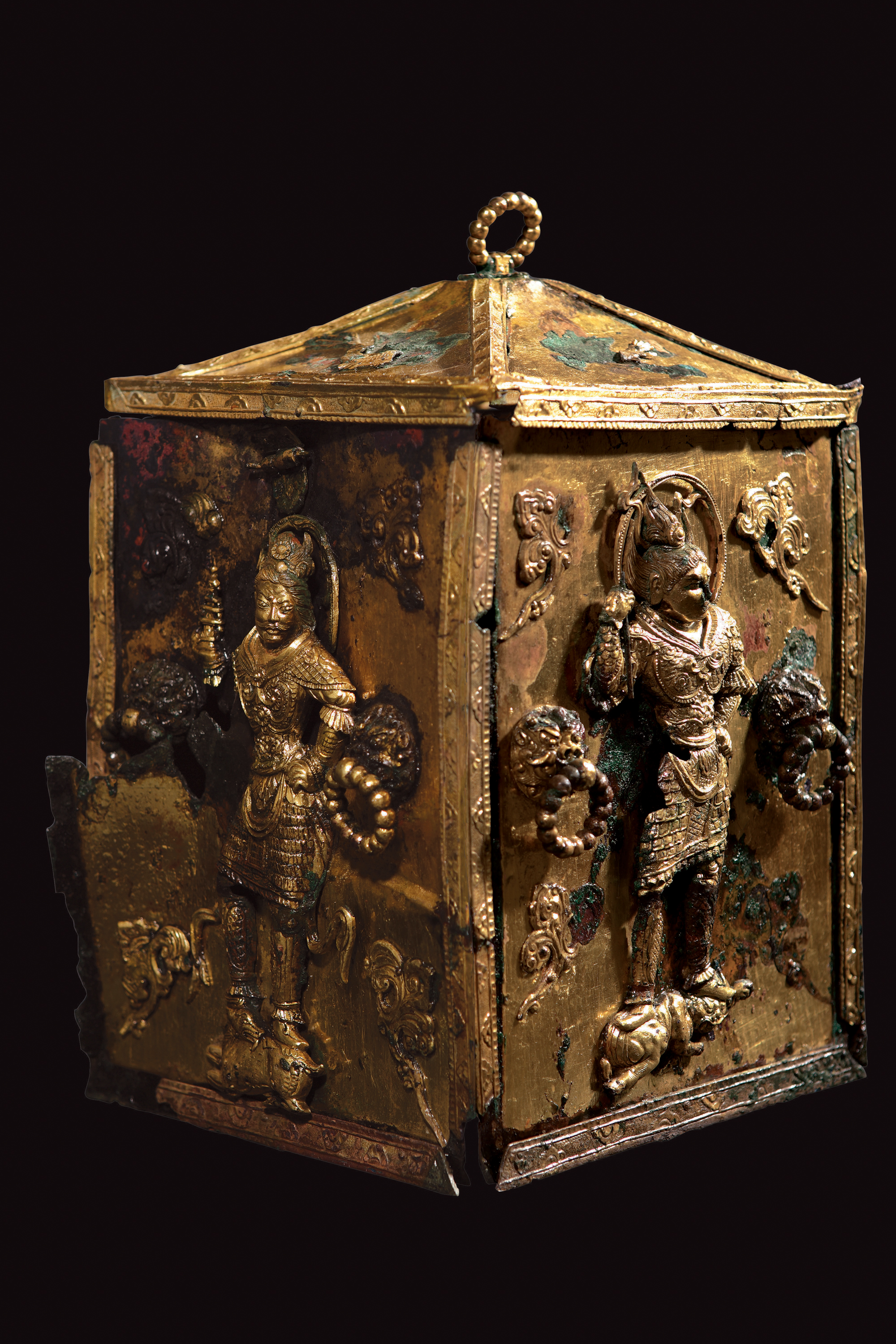
Buddhistisches Sarira-Reliquiar des Gameunsa-Tempels, Gyeongju, Korea

Reliquien finden sich in anderen Religionen, zum Beispiel im Shintō (vgl. shintai) und im Buddhismus (vgl. Sarira): Als der erleuchtete Buddha hochbetagt starb, wurden nach der buddhistischen Überlieferung seine sterblichen Überreste eingeäschert. Seine Asche, Knochen und Zähne teilten sich mehrere Kleinkönige Nordindiens. Über den Reliquien wurden Hügelgräber (stupas) errichtet, die im Laufe der Zeit immer aufwendiger kultisch ausgestaltet wurden.